# デニア
デニア （バレンシア語:Dénia、スペイン語:Denia）は、スペイン・バレンシア州アリカンテ県のムニシピ（基礎自治体）。ピラール・デ・ラ・オラダダへと続くコスタ・ブランカに属している。公式名はバレンシア語のDénia。

## 歴史

最盛期のデニアのタイファ領域

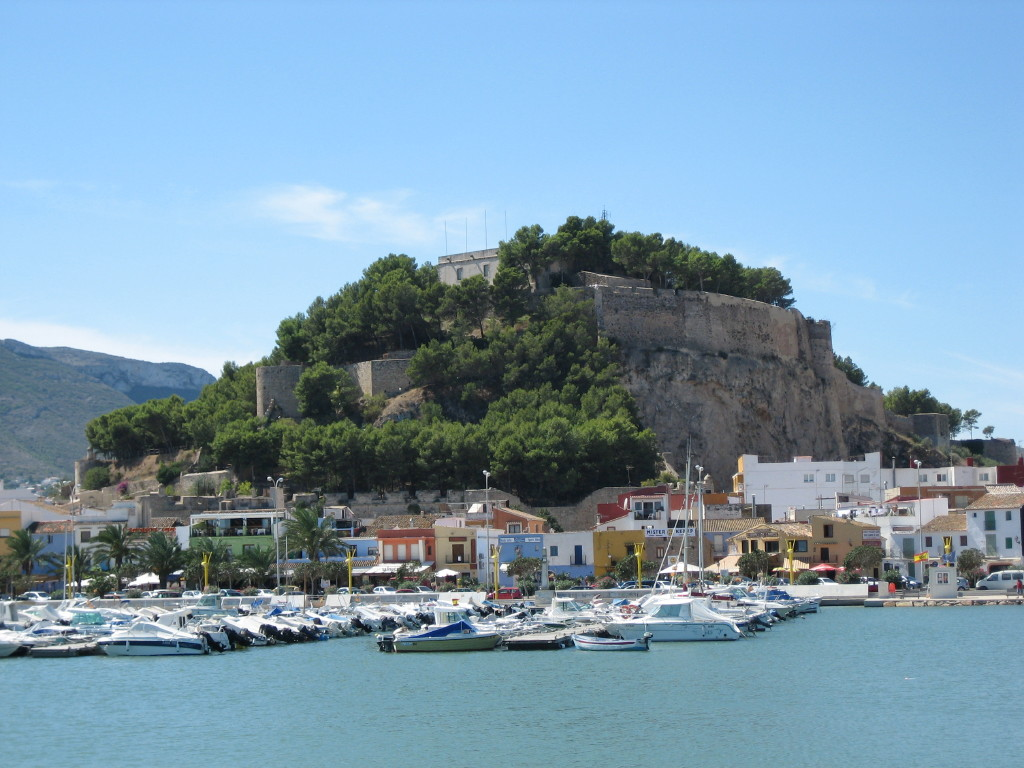
デニア城

イベリア人の町ディニウ（diniu）がこの地にあった考古学的証拠があるが、デニアの発祥はローマ都市ディアニウム（Dianium）である。ディアニウムは、現在のデニアの北、旧デニア港に面していた。古い記録も考古学的な遺構も、紀元前1世紀にクイントゥス・セルトリウスの軍がディアニウムを海軍基地として定住したと示している。ローマ帝国時代、ディアニウムはムニキピウムとされ、繁栄の時代を過ごした。636年から693年までの西ゴート王国時代、デニアはトレド司教座の傘下に入る。
イスラム教徒による支配時代、デニアは都市の拡張の最高潮に達し、大きな文化的活力の時間を生み出す強さを持っていた。デニアはアラビア語名ダニーヤ（Danyya）となり、1010年にアミールのムワヒッド・アル＝アミーリ・アル＝ムワッファク（Muyahid al-Amiri al-Muwaffaq）の打ち立てたタイファの首都となった。このタイファは後にバレアレス諸島を併合した。王国に転換して重要な海運・商業中心地となり、ムワッヒド朝の侵攻を受けるまでは自前の硬貨を鋳造していた。
1076年に王イクバル・アル＝ダウラは廃位されタイファは独立を失い、1091年にムラービト朝が侵入してくるまではサラゴサ王国のタイファであるアル＝ムタディル（Al-Muqtadir）に支配された。
1244年にキリスト教徒によって征服されるが、デニア住民の多くを占めたイスラム教徒を追放したことで、都市の発展に深刻な後退をもたらした。バレンシア全体に再植民がされ、アルバカル城が征圧されたデニアの村は、キリスト教徒の中心地となっていった。アラゴン王ハイメ2世は、1298年にデニアをアンプリアス伯ポンシオへ封土として与えた。後にデニアはガンディア家の支配下に入り、1356年よりデニア伯領となったが、アルフォンソ5世時代に王領となった。アルフォンソ王の王国不在のため、1431年にフアン・デ・ナバーラがデニアをカスティーリャ人ディエゴ・ゴメス・デ・サンドバルへ寄贈するという事態を促した。1455年、村の不満が高じて、王国への再統合を訴えた。1477年までデニアはバレンシア市に占領され支援を受けた。デニア伯領はサンドバルのものであり続け、1487年には侯爵領へ昇格した。第5代デニア侯であったレルマ侯はフェリペ3世の寵臣で、王はデニアに重要な資金と都市の地位を与えた。1609年のモリスコ追放により、25,000人ものモリスコ（キリスト教に改宗した元イスラム教徒）たちはデニア港からバルバリアへ発ち、侯爵領の経済破綻と人口減少を招いた。
18世紀初頭、デニアはスペイン継承戦争に公然と参加し、オーストリア・ハプスブルク家のカール大公（のちの神聖ローマ皇帝カール6世）をスペイン王に承認した最初の都市の一つとなった。戦争と、戦後の報復が都市の危機を招いた。最終的に1708年11月17日、ブルボン家軍によってデニアは占領された。城の損傷は深刻になり、スペイン独立戦争では崩壊が決定的となった。19世紀、デニアはスペイン王国に再統合され（1804年）、船乗り家業が徐々に発展し始め、1837年から1839年までは行政上の自治を得た。干しブドウの貿易が繁栄して商業ブルジョワが台頭し、外国企業がひきつけられたことで人口が増加し、1860年には人口6,000人あまりだったのが1900年には2倍の12,000人を超えた。

## 人口
20世紀初頭にはブドウのフィロキセラによる被害で人口が減少したが、1960年代の観光ブームで人口は急激に増加した。
2006年の国勢調査によれば、デニアの人口の29.7％がスペイン国外生まれであり、そのうち59％がEU加盟国出身、24.6％が南アメリカ出身、10％あまりがEU以外のヨーロッパ出身者である。
| デニアの人口推移 1787－2010                             |
|                                                         |
| 出典:INE（スペイン国立統計局）1900年 - 1991年、1996年 - |

## 政治
| 任期      | 首長名                                                                               | 政党                       |
| --------- | ------------------------------------------------------------------------------------ | -------------------------- |
| 1979–1983 | ジョアキン・チョルネト・トーレス                                                     | UCD                        |
| 1983–1987 | ジャウマ・センドラ・ティモネル                                                       | PSPV-PSOE                  |
| 1987–1991 | ペペ・クレスポ・マイケス                                                             | デニアの人々               |
| 1991–1995 | セバスティア・ガルシア・イ・ムト                                                     | UPV                        |
| 1995–1999 | セバスティア・ガルシア・イ・ムト ペドロ・パストール セバスティア・ガルシア・イ・ムト | UPV-BLOC デニアの人々 BLOC |
| 1999–2003 | ミゲル・フェレール・マルサル                                                         | PP                         |
| 2003–2007 | フランシスカ・R. ビシアーノ・イ・ギリェム                                            | PSPV-PSOE                  |
| 2007–2011 | フランシスカ・R. ビシアーノ・イ・ギリェム アナ・クリンヘ・サンチェス                 | PSPV-PSOE PP               |
| 2011–2015 | アナ・クリンヘ・サンチェス                                                           | PP                         |
| 2015–2019 | ビセント・グリマルト・ボロナト                                                       | PSPV-PSOE                  |
| 2019–2023 | n/d                                                                                  | n/d                        |
| 2023–     | n/d                                                                                  | n/d                        |

## 経済
20世紀初頭には害虫フィロキセラが流行して干しブドウ産業が打撃を受け、都市の一種の経済麻痺状態を促進した。1960年代より観光がデニアの主要経済部門となり、工場の消失や都市化の推進を引き起こした。

## 交通
- 高速道路 : N-332、AP-7、AND-15 – バレンシアとアリカンテとをつないでおり、途中にデニアがある。
- バス : ガンディア、アリカンテ、バレンシアとデニアとを結んでいる。
- バレンシア公営鉄道 : デニア＝アリカンテ線。
- フェリー : バレアレス諸島のイビサ島（約2時間）、フォルメンテラ島、マリョルカ島・パルマ・デ・マリョルカ行きがある。

## 姉妹都市
- ショレ、フランス